# Cadre-71/2-Europameisterschaft 1977

Logo CEB (ausrichtender Verband)

Veranstaltungsort: Terneuzen

Die Cadre-71/2-Europameisterschaft 1977 war das 30. Turnier in dieser Disziplin des Karambolagebillards und fand vom 13. bis zum 16. Januar 1977 in Terneuzen statt. Es war die siebte Cadre-71/2-Europameisterschaft in den Niederlanden.

## Geschichte
Überlegen gewann der Berliner Dieter Müller die 30. EM im Cadre 71/2. Das Highlight des Turniers war die nicht mehr entscheidende Finalpartie gegen den Titelverteidiger Franz Stenzel. Müller beendete die Partie in der dritten Aufnahme und der Wiener erzielte im Nachstoß die erforderlichen 116 Punkte zum Unentschieden. Der von Müller gespielte Generaldurchschnitt (GD) von 58,33 war ein neuer deutscher Rekord. Etwas abgeschlagen belegten Léo Corin, Hans Vultink und Jean Bessems die Plätze.

## Turniermodus
Hier wurde im Round Robin System bis 300 Punkte gespielt. Es wurde mit Nachstoß gespielt. Damit waren Unentschieden möglich.
Bei MP-Gleichstand wird in folgender Reihenfolge gewertet:
1. MP = Matchpunkte
2. GD = Generaldurchschnitt
3. HS = Höchstserie

## Abschlusstabelle
| MP    | Match Points (Sieger = 2; Unentschieden = 1; Verlierer = 0) |
| Pkte. | Erzielte Karambolagen                                       |
| Aufn. | Benötigte Versuche                                          |
| GD    | Generaldurchschnitt                                         |
| BED   | Bester Einzeldurchschnitt eines Spielers                    |
| HS    | Höchstserie                                                 |
|       | Bester GD des Turniers                                      |
|       | Bester ED des Turniers                                      |
|       | Beste HS des Turniers                                       |
|       | 1. Platz (Gold)                                             |
|       | 2. Platz (Silber)                                           |
|       | 3. Platz (Bronze)                                           |

| Platz                      | Name           | MP   | Pkte. | Aufn. | GD    | BED    | HS  |
| -------------------------- | -------------- | ---- | ----- | ----- | ----- | ------ | --- |
| 1                          | Dieter Müller  | 13:1 | 2100  | 36    | 58,33 | 100,00 | 287 |
| 2                          | Franz Stenzel  | 11:3 | 2083  | 63    | 33,06 | 100,00 | 164 |
| 3                          | Léo Corin      | 8:6  | 1867  | 59    | 31,62 | 60,00  | 159 |
| 4                          | Hans Vultink   | 8:6  | 1850  | 64    | 28,90 | 50,00  | 222 |
| 5                          | Jean Bessems   | 8:6  | 1887  | 73    | 25,84 | 37,50  | 148 |
| 6                          | Jean Arnaud    | 4:10 | 1110  | 69    | 16,08 | 30,00  | 124 |
| 7                          | Kurt Mastny    | 2:12 | 1057  | 87    | 12,14 | 21,42  | 100 |
| 8                          | Ramon Aguilera | 2:12 | 1081  | 89    | 12,14 | 11,53  | 69  |
| Turnierdurchschnitt: 24,13 |                |      |       |       |       |        |     |